# 삼십육물
36물(三十六物)은 몸에 있는 다음의 36가지 구성요소를 말하는데, 특히, 대승불교의 부정관 수행 중 몸에 대한 관찰에서 사용된다. 상좌부의 부정관 수행에서는 32가지 구성요소에 대한 관찰 수행이 있다.
36물(三十六物):
1. 발(髮): 머리털[3][4]
2. 모(毛): 몸털[5][6]
3. 조(爪): 손발톱[7][8]
4. 치(齒): 이빨[9][10]
5. 치(眵): 눈곱[11][12]
6. 누(淚): 눈물[13][14]
7. 연(涎): 콧물[15][16]
8. 타(唾): 침[17][18]
9. 시(屎): 똥[19][20]
10. 요(尿): 오줌[21][22]
11. 구(垢): 때[23][24]
12. 한(汗): 땀[25][26]
13. 피(皮): 피부 겉면, skin (outer)[27][28]
14. 부(膚): 피부 안쪽면, 살갗, skin[29][30]
15. 혈(血): 피, blood[31][32]
16. 육(肉): 살, muscle[33][34]
17. 근(筋): 힘줄, sinew[35][36]
18. 맥(脈): 혈관, veins[37][38]
19. 골(骨): 뼈, bones[39][40]
20. 수(髓): 골수, marrow[41][42]
21. 방(肪): 지방(굳기름), fat[43][44][45]
22. 고(膏): 기름기, flesh[46][47]
23. 뇌(腦): 뇌, brains[48][49]
24. 막(膜): 횡격막, 장간막, membrane[50][51]
25. 간(肝): 간장[52][53]
26. 담(膽): 쓸개[54][55]
27. 장(腸): 창자(큰창자 + 작은창자)[56][57]
28. 위(胃): 위장[58][59]
29. 비(脾): 비장, 지라[60][61][62]
30. 신(腎): 신장[63][64]
31. 심(心): 심장[65][66]
32. 폐(肺): 폐[67][68]
33. 생장(生臟)
34. 숙장(熟臟)
35. 적담(赤痰): 붉은 빛이 섞인 가래[69]
36. 백담(白痰): 묽고 허연 가래[70]

## 수행법

### (1) 발(髮): 머리털
몸에는 부정(不淨)한 즉 예쁜 것이 아닌(ugly) 머리털이 있음을 반조하여 알아차린다.

### (2) 모(毛): 몸털
몸에는 부정(不淨)한 즉 예쁜 것이 아닌(ugly) 몸털이 있음을 반조하여 알아차린다.

### (3) 조(爪): 손발톱
몸에는 부정(不淨)한 즉 예쁜 것이 아닌(ugly) 손발톱이 있음을 반조하여 알아차린다.

### (4) 치(齒): 이빨
몸에는 부정(不淨)한 즉 예쁜 것이 아닌(ugly) 이빨이 있음을 반조하여 알아차린다.

### (5) 치(眵): 눈곱
몸에는 부정(不淨)한 즉 예쁜 것이 아닌(ugly) 눈곱이 있음을 반조하여 알아차린다.

### (6) 누(淚): 눈물
몸에는 부정(不淨)한 즉 예쁜 것이 아닌(ugly) 눈물이 있음을 반조하여 알아차린다.

### (7) 연(涎): 콧물
몸에는 부정(不淨)한 즉 예쁜 것이 아닌(ugly) 콧물이 있음을 반조하여 알아차린다.

### (8) 타(唾): 침
몸에는 부정(不淨)한 즉 예쁜 것이 아닌(ugly) 침이 있음을 반조하여 알아차린다.

### (9) 시(屎): 똥
몸에는 부정(不淨)한 즉 예쁜 것이 아닌(ugly) 똥(소화되지 않은 음식)이 있음을 반조하여 알아차린다.

### (10) 요(尿): 오줌
몸에는 부정(不淨)한 즉 예쁜 것이 아닌(ugly) 오줌이 있음을 반조하여 알아차린다.

### (11) 구(垢): 때
몸에는 부정(不淨)한 즉 예쁜 것이 아닌(ugly) 때가 있음을 반조하여 알아차린다.

### (12) 한(汗): 땀
몸에는 부정(不淨)한 즉 예쁜 것이 아닌(ugly) 땀이 있음을 반조하여 알아차린다.

### (13) 피(皮): 피부 겉면
몸에는 부정(不淨)한 즉 예쁜 것이 아닌(ugly) 피부 겉면이 있음을 반조하여 알아차린다.

### (14) 부(膚): 피부 안쪽면, 살갗
몸에는 부정(不淨)한 즉 예쁜 것이 아닌(ugly) 살갗이 있음을 반조하여 알아차린다.

### (15) 혈(血): 피
몸에는 부정(不淨)한 즉 예쁜 것이 아닌(ugly) 피가 있음을 반조하여 알아차린다.

### (16) 육(肉): 살
몸에는 부정(不淨)한 즉 예쁜 것이 아닌(ugly) 살이 있음을 반조하여 알아차린다.

### (17) 근(筋): 힘줄
몸에는 부정(不淨)한 즉 예쁜 것이 아닌(ugly) 힘줄이 있음을 반조하여 알아차린다.

### (18) 맥(脈): 혈관
몸에는 부정(不淨)한 즉 예쁜 것이 아닌(ugly) 혈관이 있음을 반조하여 알아차린다.

### (19) 골(骨): 뼈
몸에는 부정(不淨)한 즉 예쁜 것이 아닌(ugly) 뼈가 있음을 반조하여 알아차린다.

### (20) 수(髓): 골수
몸에는 부정(不淨)한 즉 예쁜 것이 아닌(ugly) 골수가 있음을 반조하여 알아차린다.

### (21) 방(肪): 지방(굳기름)
몸에는 부정(不淨)한 즉 예쁜 것이 아닌(ugly) 지방(굳기름)이 있음을 반조하여 알아차린다.

### (22) 고(膏): 기름기
몸에는 부정(不淨)한 즉 예쁜 것이 아닌(ugly) (피부의) 기름기가 있음을 반조하여 알아차린다.

### (23) 뇌(腦): 뇌
몸에는 부정(不淨)한 즉 예쁜 것이 아닌(ugly) 뇌가 있음을 반조하여 알아차린다.

### (24) 막(膜): 횡격막, 장간막
몸에는 부정(不淨)한 즉 예쁜 것이 아닌(ugly) 횡격막(장간막)이 있음을 반조하여 알아차린다.

### (25) 간(肝): 간장
몸에는 부정(不淨)한 즉 예쁜 것이 아닌(ugly) 간이 있음을 반조하여 알아차린다.

### (26) 담(膽): 쓸개
몸에는 부정(不淨)한 즉 예쁜 것이 아닌(ugly) 쓸개가 있음을 반조하여 알아차린다.

### (27) 장(腸): 창자(큰창자 + 작은창자)
몸에는 부정(不淨)한 즉 예쁜 것이 아닌(ugly) 창자(큰창자 + 작은창자)가 있음을 반조하여 알아차린다.

### (28) 위(胃): 위장
몸에는 부정(不淨)한 즉 예쁜 것이 아닌(ugly) 위장이 있음을 반조하여 알아차린다.

### (29) 비(脾): 비장, 지라
몸에는 부정(不淨)한 즉 예쁜 것이 아닌(ugly) 비장(지라)이 있음을 반조하여 알아차린다.

### (30) 신(腎): 신장
몸에는 부정(不淨)한 즉 예쁜 것이 아닌(ugly) 신장(콩팥)이 있음을 반조하여 알아차린다.

### (31) 심(心): 심장
몸에는 부정(不淨)한 즉 예쁜 것이 아닌(ugly) 심장(염통)이 있음을 반조하여 알아차린다.

### (32) 폐(肺): 폐
몸에는 부정(不淨)한 즉 예쁜 것이 아닌(ugly) 폐(허파)가 있음을 반조하여 알아차린다.

### (33) 생장(生臟)
몸에는 부정(不淨)한 즉 예쁜 것이 아닌(ugly) 생장(生臟)이 있음을 반조하여 알아차린다.

### (34) 숙장(熟臟)
몸에는 부정(不淨)한 즉 예쁜 것이 아닌(ugly) 숙장(熟臟)이 있음을 반조하여 알아차린다.

### (35) 적담(赤痰): 붉은 빛이 섞인 가래
몸에는 부정(不淨)한 즉 예쁜 것이 아닌(ugly) 적담(赤痰)이 있음을 반조하여 알아차린다.

### (36) 백담(白痰): 묽고 허연 가래
몸에는 부정(不淨)한 즉 예쁜 것이 아닌(ugly) 백담(白痰)이 있음을 반조하여 알아차린다.

## 36물과 32구성요소 비교
| 36물                                 | 32구성요소                |
| (1) 발(髮): 머리털                   | (1) 머리털                |
| (2) 모(毛): 몸털                     | (2) 몸털                  |
| (3) 조(爪): 손발톱                   | (3) 손발톱                |
| (4) 치(齒): 이빨                     | (4) 이빨                  |
| (5) 치(眵): 눈곱                     |                           |
| (6) 누(淚): 눈물                     | (27) 눈물                 |
| (7) 연(涎): 콧물                     | (30) 콧물                 |
| (8) 타(唾): 침                       | (29) 침                   |
| (9) 시(屎): 똥                       | (19) 똥                   |
| (10) 요(尿): 오줌                    | (32) 오줌                 |
| (11) 구(垢): 때                      |                           |
| (12) 한(汗): 땀                      | (25) 땀                   |
| (13) 피(皮): 피부 겉면               | (5) 살갗                  |
| (14) 부(膚): 피부 안쪽면, 살갗       | (5) 살갗                  |
| (15) 혈(血): 피                      | (24) 피                   |
| (16) 육(肉): 살                      | (6) 살                    |
| (17) 근(筋): 힘줄                    | (7) 힘줄                  |
| (18) 맥(脈): 혈관                    |                           |
| (19) 골(骨): 뼈                      | (8) 뼈                    |
| (20) 수(髓): 골수                    | (9) 골수                  |
| (21) 방(肪): 지방(굳기름)            | (26) 지방(굳기름)         |
| (22) 고(膏): 기름기                  | (28) 피지(피부의 기름기)  |
| (23) 뇌(腦): 뇌                      | (20) 뇌                   |
| (24) 막(膜): 횡격막, 장간막          | (13) 횡격막(근막)         |
| (25) 간(肝): 간장                    | (12) 간                   |
| (26) 담(膽): 쓸개                    |                           |
| (27) 장(腸): 창자(큰창자 + 작은창자) | (16) 큰창자 (17) 작은창자 |
| (28) 위(胃): 위장                    | (18) 위                   |
| (29) 비(脾): 비장, 지라              | (14) 비장(지라)           |
| (30) 신(腎): 신장                    | (10) 콩팥                 |
| (31) 심(心): 심장                    | (11) 심장(염통)           |
| (32) 폐(肺): 폐                      | (15) 허파                 |
| (33) 생장(生臟)                      |                           |
| (34) 숙장(熟臟)                      |                           |
| (35) 적담(赤痰): 붉은 빛이 섞인 가래 | (22) 가래                 |
| (36) 백담(白痰): 묽고 허연 가래      | (22) 가래                 |